# Cyrkuł bialski
Cyrkuł bialski (niem. Bialer Kreis) – jednostka administracyjna Cesarstwa Austrii w latach 1796–1803, należąca do kraju koronego Nowa Galicja. Powstała na części obszaru zagarniętego przez Austrię wskutek III rozbioru Polski. Siedzibą cyrkułu była Biała.

## Historia
Cyrkuł bialski był jednym z 12 cyrkułów Nowej Galicji, podporządkowanych Zachodnio-Galicyjskiej Nadwornej Komisji Urządzającej, a od 1797 Gubernium Krajowemu dla Galicji Zachodniej w Krakowie.
Na przełomie 1801 i 1802 likwidacji uległ cyrkuł radzyński, a jego wschodnią część z m.in. Łukowem i Radzyniem włączono do cyrkułu bialskiego.
- Miasta (1803): Biała, Janów, Kodeń, Konstantynów, Łomazy, Łuków, Międzyrzec, Piszczac, Radzyń, Sławatycze, Terespol, Wisznice, Wohyń;
- Miasteczka (1803): Dokudów, Hanna, Horodyszcze,  Pratulin, Rossosz, Wojcieszków[2][3].

Na podstawie dekretu cesarza Franciszka II z 13 maja 1803, z dniem 1 listopada 1803 Nowa Galicja została podporządkowana  Gubernium Galicji we Lwowie. Wtedy też dokonano zmniejszenia liczby cyrkułów o połowę łącząc ze sobą sąsiednie cyrkuły. Każdy cyrkuł był podzielony na trzy okręgi. Zniesiony cyrkuł bialski wszedł wtedy (wraz ze zniesionym dotychczasowym cyrkułem chełmskim) w skład nowego cyrkułu włodawskiego z siedzibą w Białej. Został podzielony na okręgi Biała, Chełm i Włodawa.